# Crenavolva nanshaensis
Crenavolva nanshaensis is een slakkensoort uit de familie van de Ovulidae. De wetenschappelijke naam van de soort is voor het eerst geldig gepubliceerd in 1996 door Ma & Zhang.